# Exochus yorizus
Exochus yorizus là một loài tò vò trong họ Ichneumonidae.